# 高岡義晴
高岡 義晴（たかおか よしはる、1971年7月12日 - ）は、愛知県名古屋市出身のプログラマー、ゲームクリエイター。

## 来歴
小学校時、独学でプログラムを始める。高校在学時にフライト・プランでアルバイトとして働くようになり、卒業後はナグザットでメインプログラマーを務める。
ナグザット退社後、フリーランスに転向。
代表作コリューンは10代の頃に制作された作品で、プログラムだけでなくゲームデザインやグラフィックも担当していた。
ファミ通、PCエンジンファンなどのゲーム誌に登場していた。
かつては子役として活動をしており、中学校在学時には中学生日記などに出演。2001年 百萬男 第11話に出演している。
現在は遊技機の制作をしている。

## 関連作品
- お嬢様くらぶ - 1987年
- W RING - 1990年
- 魔界プリンスどらぼっちゃん - 1990年
- 1943改 - 1991年
- コリューン - 1991年
- PC電人 - 1992年
- スーパーリアル麻雀PIVカスタム - 1993年
- Wizardry I・II - 1993年
- Wizardry III・IV - 1994年
- スーパーリアル麻雀PII・PIIIカスタム - 1994年
- FIGHTING NETWORK RINGS - 1997年
- ザ・コンビニ -あの町を独占せよ- - 1997年
- ザ・コンビニ2 -全国チェーン展開だ!- - 1997年
- Wizardry DIMGUIL - 2000年
- FEVER5 SANKYO公式パチンコシミュレーション - 2001年
- ウルトラマン Fighting Evolution 2 - 2002年
- ボンバーマンジェッターズ (ゲーム) - 2002年
- フルーツ村の動物たち - 2004年
- Kiss×Kiss 星鈴学園 - 2004年
- 大都技研公式パチスロシミュレーター押忍！番長 - 2005年

## 出演テレビ番組
- 天才クイズ
- 中学生日記
- 百萬男 第11話 心子供男

## 関連記事
- ゲームクリエイター一覧